# Val-de-Reuil
Val-de-Reuil, prvotno Vaudreuil, je naselje in občina v severnem francoskem departmaju Eure regije Zgornje Normandije. Naselje, eno od devetih novih mest v Franciji, zgrajenih v 70-ih letih 20. stoletja, je leta 2008 imelo 13.702 prebivalca.

## Geografija
Kraj leži v pokrajini Normandiji ob reki Seni, 24 km južno od Rouena.

## Uprava
Val-de-Reuil je sedež istoimenskega kantona, v katerega so poleg njegove vključene še občine Connelles, Herqueville, Léry, Porte-Joie, Poses, Tournedos-sur-Seine in Le Vaudreuil z 20.555 prebivalci.
Kanton Val-de-Reuil je sestavni del okrožja Les Andelys.

## Pobratena mesta
- Ritterhude (Spodnja Saška, Nemčija),
- Sztum (Pomorjansko vojvodstvo, Poljska),
- Workington (Anglija, Združeno kraljestvo).